# Prospero talosii
Prospero talosii är en sparrisväxtart som först beskrevs av Dimitrios B. Tzanoudakis och Kypr., och fick sitt nu gällande namn av Franz Speta. Prospero talosii ingår i släktet Prospero och familjen sparrisväxter.
Artens utbredningsområde är Kriti. Inga underarter finns listade i Catalogue of Life.